# Napoleón (herramienta)

Animación del funcionamiento de un napoleón.

Un napoleón, cortacadenas, cortapernos o cizalla es una herramienta manual usada para cortar cadenas, los grilletes de candados, alambradas y varillas. Puede cortar acero y hierro [cita requerida]. El uso original del napoleón, como suele indicarlo alguno de sus otros nombres, es el de cortar los pernos de los contenedores en el momento en que arriban al punto de entrega. Suele estar hecho de dos mangos largos y dos hojas cortas, unidas por un conjunto de bisagras que logran un efecto palanca que es transmitido a la fuerza de corte. Tiene dos características:
- Posee una estructura de tijeras que pueden producir un corte, es decir, tiene bordes afilados que aplicados sirven para realizar el corte.
- A través de una estructura de palanca ejerce mayor fuerza sobre el objeto a cortar. Aun así, la capacidad de corte está limitada por la fuerza manual que el usuario puede realizar.